# Большая Слепня (деревня)
Большая Слепня — бывшая деревня на реке Слепня, с 1959 года входящая в состав города Минск.

## История
По состоянию на 1582 год деревня находилась в составе Минского уезда Минского воеводства Великого княжества Литовского и находилась в собственности Николая Радзивилла Рыжего. В 1586 году перешла в Смолевичскую волость. К тому времени на её территории находился господский дом и трактир. В 1791 году деревня перешла под управление католической церкви в составе Королещивецкого прихода. С середины XIX века деревней владел род Ваньковичей. В этот период на её территории была построена пригородная усадьба, находящаяся сегодня на перекрёстке улиц Филимонова и Парниковой (усадьба-музей Ваньковичей).
По состоянию на 1897 год в деревне, находившейся тогда в Сеницкой области Минского уезда, были 9 дворов и 76 жителей. А также двор в усадьбе с 7 жителями.
К 1917 году в деревне были 19 дворов и 109 жителей. В этом же году произошло объединение с деревней Малая Слепня. новый населённый пункт стал центром новообразованного Слепянского сельсовета. в 1935 году село разделило на две части построенное Московское шоссе. В 1959 году село было включено в состав города Минска, а центром сельсовета стала деревня Зелёный луг.